# Pietro IV Candiano
Pietro IV Candiano (zm. 11 czerwca 976) – doża Wenecji od 959 do 976.